# 계지풍
계지풍(桂枝豊, 1909년 1월 15일 ~ 1990년 4월 26일)은 대한제국의 반일반공(反日反共) 성향 항일 독립운동가이다.
본관은 수안(遂安), 호(號)는 산남(山南)이다. 국민정부 시대 중화민국 대륙 본토 거주 시절 구이즈리(桂枝隷)라는 중국어 이름을 사용하였다.

## 생애

### 일생
황해도 해주에서 출생하였고 지난날 한때 황해도 평산에서 잠시 유아기를 보낸 적이 있는 그는 그 후 만 3세 시절이던 1912년 일가족과 함께 평안남도 평양에 이주 후 1921년에 평양종로보통학교 졸업을 하고 경기도 인천으로 이주한 이후로는 주로 경기도 인천에서 성장하였으며 1926년 3년 연상녀와 결혼하여 슬하에 3남 3녀를 두었는데 그 중 막내였던 셋째딸이 아직 생후 1개월도 채 아니 되었던 1935년 11월 중순에 경기도 인천 향리를 떠나 국민정부 시대 중화민국 대륙 본토 안후이 성 우후를 건너간 그는 이듬해 1936년 2월, 지청천 장군이 이끄는 만주국 지린 성 지린 소재한 반일(反日) 및 반만주국(反滿洲國) 성향 독립 운동 단체였던 조선혁명군에 가담하여 조선혁명군 하사 임관하였고 1937년 조선혁명군 중사 진급하였으며 1938년 조선혁명군 중사 예편하였고 1938년 11월에서 1944년 5월까지 한국독립당 대표상무행정위원 직에 임직한 1943년 5월 이후 독립운동가의 피신과 군자금 모집에 활약하여 오다가 한독당 탈당을 하고 나서 1944년 6월 한국광복군 제3지대에 입대하고 대한광복군 중사 재임관하여 계속 밀파되는 독립운동가의 은신처 제공과 한화 액수로 200만원에 달하는 소비에트 연방 화폐 거금액을 국민정부 중화민국 화폐 액수로 환전 및 환산하여 군자금으로 공여하였다. 1944년 9월 30일을 기하여 대한광복군 상사 진급하였고 1945년 2월 1일을 기하여 대한광복군 원사 진급하였으며 1945년 8월 15일을 기하여 조선 광복을 목도, 1946년 5월 13일을 기하여 대한광복군 원사 전역 후 국민정부 시대 중화민국 쓰촨 성 충칭을 떠나 1946년 5월 29일을 기하여 국민정부 시대 중화민국 저장 성 항저우에서 출국선을 타며 국민정부 시대 중화민국 대륙 본토를 본격 출국하였고 이후 국민정부 시대 중화민국 타이완 성 타이중을 거쳐 1946년 8월 23일을 기하여 조선 고국에 전격 귀국하였으며 그 후 1957년 11월 1일에서 1958년 11월 6일까지 한국독립당 대표전임고문 직위를 지내다가 1958년 한국독립당을 탈당한 후 1960년 내무부 공보관 겸 행정관 직책을 잠시 지냈으며 그 후 1968년 2월 15일 한국독립당 마지막 복당하여 1968년 2월 15일에서 1968년 8월 30일까지 한국독립당 대표전임고문 겸 대표최고위원 직위를 잠시 지냈고 1968년 8월 30일을 기하여 한국독립당을 마지막 탈당하였다.

### 학력
- 평안남도 평양종로보통학교 졸업(1921년)
- 경기도 인천고등보통학교 졸업(1927년)
- 대한민국 국방대학교 행정학사 1기(1956년)

### 정당 당원 이력
- 前 한국독립당 대표상무행정위원(1938년 11월 1일~1944년 5월 31일)
- 前 한국독립당 대표전임위원(1946년 11월 1일~1948년 5월 31일)
- 前 한국독립당 대표상임고문(1949년 2월 20일~1954년 9월 30일)
- 前 한국독립당 대표전임고문(1957년 11월 1일~1958년 11월 6일)
- 前 한국독립당 대표전임고문 겸 대표최고위원(1968년 2월 15일~1968년 8월 30일)

## 서훈
대한민국 정부에서는 선생의 공훈을 기리고자 1977년 3월 1일을 기하여 대한민국 대통령 표창장을 수여하였다.

## 가족 관계
슬하 3남 3녀
- 장남(6남매 중 첫째): 계충의(桂忠義, 1927년 5월 31일 ~ 1980년 5월 14일(52세)) - 육사 2기 및 예비역 대한민국 육군 준장 출신.
- 차남(6남매 중 둘째): 계충전(桂忠典, 1928년 8월 21일(96세) ~ ) - 육사 6기 및 예비역 대한민국 육군 대령 출신.
- 삼남(6남매 중 다섯째): 계충희(桂忠熙, 1933년 6월 11일(91세) ~ ) - 육사 12기 및 예비역 대한민국 육군 대령 출신.